# Rantzausminde
Rantzausminde är en tätort i Svendborgs kommun i Region Syddanmark i Danmark. Tätorten har 2 203 invånare (2024). Den ligger på Fyn, strax sydväst om Svendborg. Rantzausminde är uppkallat efter den danska krigaren Johan Rantzau.